# Yelena Afanassieva
Pour les articles homonymes, voir Afanassieva.
Yelena Afanassieva, en russe : Елена Владимировна Афанасьева, née à Orenbourg le 27 mars 1975, est une femme politique russe. Membre du Parti libéral-démocrate de Russie, elle siège à la Douma. Depuis le 26 septembre 2014, elle représente l'oblast d'Orenbourg au Conseil de la fédération.